# NA-601
La NA-601 es una carretera de interés para la Comunidad Foral de Navarra y tiene una longitud de 41,9 km.

## Recorrido
| Denominación | Kilómetro | Salida | Carretera       | Dirección         |
| ------------ | --------- | ------ | --------------- | ----------------- |
| NA-601       | 0         |        | N-121           | Pamplona Zaragoza |
| NA-601       | 0         |        | NA-6015         | Biurrun           |
| NA-601       | 3         |        | NA-6013 NA-6014 | Ucar Añorbe       |
| NA-601       | 4         |        | NA-8105         | Enériz            |
| NA-601       | 6         |        | NA-8105         | Enériz            |
| NA-601       | 7         |        | NA-6011         | Adiós             |
| NA-601       | 9         |        | NA-6064         | Obanos            |
| NA-601       | 10        |        | NA-6062         | Obanos            |
| NA-601       | 12        |        | A-12            | Pamplona Logroño  |

| Denominación | Kilómetro | Salida                  | Carretera               | Dirección               |
| ------------ | --------- | ----------------------- | ----------------------- | ----------------------- |
| NA-601       | 12        |                         | A-12                    | Pamplona Logroño        |
| NA-601       | 12        |                         | NA-6064                 | Obanos                  |
| NA-601       | 16        | Travesía de Mendigorría | Travesía de Mendigorría | Travesía de Mendigorría |
| NA-601       | 16        |                         | NA-6030                 | Artajona                |
| NA-601       | 24        |                         | NA-132                  | Tafalla                 |
| NA-601       | 25        |                         | NA-132                  | Estella                 |
| NA-601       | 26        | Travesía de Larraga     | Travesía de Larraga     | Travesía de Larraga     |
| NA-601       | 26        |                         | NA-6130                 | Berbinzana              |
| NA-601       | 34        |                         | NA-6120                 | Berbinzana              |
| NA-601       | 41        | Travesía de Lerín       | Travesía de Lerín       | Travesía de Lerín       |
| NA-601       | 41        |                         | NA-122                  | Allo Sesma              |